# Palacio Iturregui
El palacio Iturregui es una casa ubicada en Trujillo, Perú. Fue edificada en 1842 en estilo neoclásico. Actualmente es sede del Club Central de Trujillo. Posee dos plantas. El exterior destaca los grandes ventanales con coronaciones forjado en hierro con forma de peineta y columnas adosadas. El piso es de laja española y mármol de Italia. Fue propiedad de Juan Manuel Iturregui Aguilarte - prócer de la independencia - y, luego, de su hijo Juan Manuel Iturregui González. Posee inmobiliarios de siglo XIX.